# Фатіма Галвес
Фатіма Галвес (ісп. Fátima Gálvez, нар. 19 січня 1987) — іспанський стрілець, олімпійська чемпіонка 2020 року. Fátima Gálvez 2014.jpg

## Виступи на Олімпіадах
| Олімпіада           | Дисципліна  | Місце |
| ------------------- | ----------- | ----- |
| Лондон 2012         | трап        | 5     |
| Ріо-де-Жанейро 2016 | трап        | 4     |
| Токіо 2020          | трап        | 14    |
| Токіо 2020          | трап, мікст | 1     |
| Париж 2024          | трап        | 5     |